# Rectifieuse
En production industrielle, la rectifieuse est une machine-outil qui permet de faire de la rectification. Cette machine-outil utilise une meule afin de produire une surface parfaite de rugosité faible après usinage par une fraiseuse ou par un tour.
Il existe trois types de rectifieuse :
- la rectifieuse plane ;
- la rectifieuse cylindrique ;
- la rectifieuse de profil.

## Rectifieuse plane
L'anglicisme « Surface Grinder » est couramment employé pour désigner la rectifieuse plane. Ce terme implique, dans l'usage technique courant, la rectification de surfaces qui sont essentiellement planes. Plusieurs méthodes de rectification plane sont adaptées et utilisées pour produire des surfaces caractérisées par des éléments en lignes parallèles droites et en angles. Naturellement, on peut obtenir des surfaces de précision qui peuvent consister en des pièces longues et droites à différents angles (comme les guides du chariot d'un tour, des lames de tout genre et outils par exemple). En d'autre cas, on obtient des surfaces courbes ou profilées.
Le troisième type de rectifieuse est une rectifieuse plane, mais elle est munie d'une table plane tournante. Souvent utilisée pour surfacer les lames de scies et des couteaux industriels.

## Avantages de la rectifieuse plane
Les méthodes alternatives pour usiner des surfaces similaires à celles obtenues avec une rectifieuse est l'utilisation d'une fraiseuse et à un degré beaucoup plus limité, le « Planeur ». La rectifieuse possède cependant un net avantage sur les méthodes alternatives en ce qui concerne les outils de coupe. Voici des exemples des avantages potentiels :
1. Rectifier est applicable sur du matériel dur ou abrasif sans effet significatif sur l'efficacité de l'enlèvement de matières ;
2. La forme désirée et le niveau dimensionnel de la surface à travailler peuvent être obtenus à un plus haut degré et d'une manière plus consistante ;
3. Des surfaces d'un fini de très grande précision, lors de l'utilisation du système approprié, sont produites ;
4. Les coûts d'outillage pour une rectifieuse sont relativement moins chers que les autres machines-outils ;
5. La fixation des pièces est, en général, très simple. Particulièrement, pour les pièces magnétiques (par exemple en acier au carbone), lorsqu'un plateau magnétique (à aimants permanents) ou électromagnétique (à électroaimants) est installé sur la table de la rectifieuse.

## Principaux systèmes de rectification plane
Les surfaces planes peuvent être rectifiées en utilisant les différentes faces de la meule par divers arrangements de la table, de la meule et du mouvement réciproque. La majorité des systèmes de rectification plane, avec leurs capacités respectives, fonctionnent principalement sur deux grandes caractéristiques distinctes :
La surface d'opération de la meule peut être sa périphérie ou sa face (le côté).
Le déplacement de la table durant le travail peut être longitudinal (parallèle au plan de rotation de la meule) généralement en aller et retour, ou à rotation continue. Le mouvement longitudinal peut être accompagné soit d'un mouvement transversal, pour rectifier une surface rectangulaire de largeur plus grande que la largeur de la meule sans modifier la hauteur de la broche de la machine, soit d'un mouvement vertical sans mouvement transversal, par exemple pour usiner une rainure.

## Sécurité des machines et prévention des risques professionnels
Les rectifieuses sont des machines. Elles peuvent, si aucune mesure de prévention n'est prise, présenter des risques pour les opérateurs et tierces personnes amenés à les côtoyer.
Dans l’Union Européenne, d’un point de vue réglementaire, leur conception et leur utilisation doivent être conformes, entre autres :
- à la directive « Machines » 2006/42/CE pour la conception ;
- à la directive 2009/104/CE qui s’adresse aux utilisateurs de machines.

### Conception des rectifieuses destinées au marché européen
Conformément aux dispositions de la Directive Machines 2006/42/CE, les fabricants doivent réduire les risques dès la conception et respecter les Exigences Essentielles de Santé et de Sécurité listées dans son Annexe I.
Pour les aider dans leur démarche, les fabricants pourront s'appuyer sur la norme ISO 12100:2010 « Sécurité des machines — Principes généraux de conception — Appréciation du risque et réduction du risque » qui décrit les principes généraux de conception des machines.
Les fabricants français pourront s'appuyer sur les brochures INRS relatives à la prévention des risques mécaniques ou aux systèmes de commande.

### Utilisation des rectifieuses
Afin de préserver la santé et la sécurité des travailleurs, l’employeur doit s’assurer que les machines sont sûres et conformes et que leur utilisation n’expose pas les salariés à des risques, et ceci dans toutes leurs phases de vie.
En France, l'employeur doit à cet effet réaliser l’évaluation des risques liés à la machine dont les résultats seront transcrits dans le Document unique d’évaluation des risques.
De plus, l’employeur a l’obligation de maintenir la machine en état de conformité (article 4.2 de la directive européenne 2009/104/CE).